# Jacomart
Jaume Baco, Baçó o Mestre de la Porciúncula (València, 1411- 1461) fou un pintor valencià del segle xv. Els seus pares d'origen estranger es van establir a València cap a 1400, sent la professió de son pare sastre. Es desconeix amb certesa la seua formació pictòrica, però, sens dubte, va haver de conéixer les aportacions de tipus flamenc del també valencià Lluís Dalmau. En la seua obra confluïxen elements de l'art flamenc i italià del Quattrocento així com del gòtic internacional. Va residir a Nàpols com a pintor del rei d'Aragó Alfons el Magnànim des de 1443 fins a 1451, excepte una curta estada a València en 1446 i en Tívoli en 1447. En 1451 torna a València. Va col·laborar amb el pintor català Joan Reixac, el qual va acabar alguns dels retaules que després de la seua mort va deixar inacabats i creant en l'actualitat problemes per a conéixer realment qui és l'autor d'algunes de les seues obres. Algunes d'aquestes obres de Reixac i Jacomart poden trobar-se en el Museu Sant Pius V de València.

## Obres
- restes del retaule de la Col·legiata de Xàtiva, encarregat per Alfons de Borja, el futur Calixt III, 1456
- Santa Helena i Sant Sebastià, Col·legiata de Xàtiva
- el retaule de Sant Llorenç i Sant Pere de Verona de Catí (Alt Maestrat), 1460
- el retaule de Sant Martí, de les agustines de Sogorb (Castelló)
- Sant Jaume i Sant Gil Abat, Museu Pius V de València.
- Sant Benet a la catedral de València
- A la Capella de la Comunió de l'església de Santa Maria d'Alcoi es conserva una taula gòtica amb la iconografia de la Mare de Déu de Gràcia, atribuïda a Jacomart, provinent de l'església del Convent de Sant Agustí d'Alcoi